# Шифрин, Эдуард Владимирович
Эдуа́рд Влади́мирович Шифри́н (укр. Едуард Володимирович Шифрін, род. 12 июля 1960 года, Днепропетровск) — бизнесмен украинского происхождения, мультимиллионер..
https://tass.ru/proisshestviya/18994517/amp
Кандидат технических наук (1992).
В 1999 году наряду с другими авторами фундаментального учебника «Теория металлургических процессов» стал лауреатом Государственной премии Украины в области науки и техники.
С 1999 года сопредседатель Еврейской конфедерации Украины.
С 2002 года вице-президент Евроазиатского еврейского конгресса.
Вице-президент Всемирного еврейского конгресса.

## Биография
Родился в семье профессора Владимира Моисеевича Шифрина, видного специалиста в сфере металлургии.
Окончил в 1977 году школу с углублённым изучением физики. Был победителем республиканских олимпиад по физике  в 1976-77 годах. После окончания школы поступил в Московский институт стали и сплавов  на физико-химический факультет, который закончил с отличием в 1983 году.. После окончания института получил распределение на один из гигантов отечественной металлургии — Запорожский завод «Днепроспецсталь», где работал в 1983—1993 годах: помощник мастера, мастер, помощник начальника цеха, начальник группы лаборатории, начальник лаборатории, начальник сталелитейного цеха, заместитель начальника отдела маркетинга.
В 90-х годах начинает торговать металлом.
В 1993—1995 годах сотрудник украинского представительства гонконгской торговой фирмы «Linful International LTD».
Знакомится с Алексом Шнайдером, у которого в Торонто была трейдерская компания «Транс Ресурсез НВ». Алекс Шнайдер решил обратить внимание на украинскую металлургическую промышленность, пришедшую в упадок. В 1994 году партнёры основали офшорную компанию «Мидланд Ресурсез», которая стала одним из крупнейших продавцов продукции «Запорожстали» — четвёртого по величине сталелитейного завода Украины. Компания занималась тем, что покупала российский уголь, отдавала украинским сталелитейным компаниям, а взамен забирала готовую сталь.
Сферой интересов компании были: сталь, («Запорожсталь»), судоходство, недвижимость, сельское хозяйство, компания владела одной из команд «Формулы-1» «Midland F1 Racing».
В 1999 году принял участие в приватизации "Запорожстали" и стал одним из ее основных акционеров.. .
В 2004—2012 годах председатель наблюдательного совета ОАО «Запорожсталь».
Група имела в России проекты жилой и отельной недвижимости, в том числе бизнес-центры на Арбате «Midland Plaza», «Diamond Hall» на Олимпийском проспекте, «Южный порт» рядом с метро «Кожуховская». «Midland Group» также недолго принадлежала часть в «Русспецстали».
В 2008 году мировой экономический кризис ударил по активам группы, в связи с чем группа начинает распродажу активов: недвижимости, российских металлургических активов. В 2010 году продает главный актив компании - Комбинат "Запорожсталь" и все связанные с ним активы.
После этого начинается раздел активов между Шифриным и Шнайдером, который заканчивается в 2017 году после того, как совладельцы бизнеса завершили судебный процесс подписанием мировового соглашения. В результате раздела Шифрин получает несколько объектов московской недвижимости, которые достраивает и продает, после чего в 2020 году окончательно покидает Россию.
После начала полномасштабных военных действий между Россией и Украиной в 2022 году Шифрин  подал заявление в российское посольство в котором осудил вооруженный конфликт заявил об отказе от российского гражданства.  В своих публикациях в Jerusalem Post осуждает Путина и российскую агрессию против Украины. 
Женат, трое детей.

## Благотворительность
Лауреат премии Федерации еврейских общин России «Человек года» в области меценатства (2007).
В 2003-5 годах финансировал реконструкцию старейшей синагоги Киева и Еврейского образовательного центра, посвященного памяти его покойного отца. Был также одним из спонсоров реконструкции синагог в Запорожье, Москве и Волгограде.
В прошлом Вице-президент Еврейской Конфедерации Украины
Занимал должность регионального вице-президента World Jewish Congress.
После начала полномасштабной агрессии России против Украины в 2022 году Шифрин и члены его семьи перечисляли средства украинским организациям на помощь людям в зонах боевых действий . в том числе Британской World Jewish Relief.

## Использованная литература
- От бесконечности до человека - Базовые идеи каббалы - Эдуард Шифрин. esxatos.com. Дата обращения: 21 февраля 2022.
- Новое путешествие Эдуарда Шифрина. Лехаим (3 октября 2019). Дата обращения: 21 февраля 2022.
- Travels with Sushi in the Land of the Mind - Children's Book (амер. англ.). Дата обращения: 21 февраля 2022.